# 阮氏環 (黎憲宗)
莊順皇太后（越南语：／，？—？農曆二月十五或農曆十月十一），名阮氏環（越南语：／），越南後黎朝皇太后。黎憲宗妻、黎肅宗之母。
阮氏環是山南處天施縣（今恩施縣）人。在1488年9月24日，阮氏環為黎憲宗生下兒子黎㵮。到1497年黎憲宗繼位後就封阮氏環為貴妃，兩年後黎㵮封皇太子，此時阮氏已經去世。
後來憲宗去世，黎㵮即位，是為黎肅宗，追尊母親阮氏環為莊順明懿皇太后（越南语：／）。